# Horst Leßmann
Horst Leßmann (* 20. Juli 1907 in Oberg; † 19. März 1975 in Peine) war ein deutscher Politiker. 1933 Mitglied der DHP später der  (DP).
Leßmann war von Beruf Diplom-Landwirt. Er war Mitglied des Zonenbeirates seit 1948. In der ersten Wahlperiode des Niedersächsischen Landtages rückte er am 30. Oktober 1950 für den verstorbenen Emanuel von Galen in den Landtag nach. Er gehörte dem Landtag bis zum Ende der Wahlperiode 1951 an und wurde nicht wiedergewählt. In den letzten Wochen der Wahlperiode war er Mitglied der CDU/DP-Fraktion. Im Direktorium der DP war er von der Parteigründung bis zur Auflösung. Von 1955 bis 1957 war er Landrat des Landkreises Peine.

## Schriften
- Die Entwicklung der Weizenbaubetriebe in den Kreisen Köthen und Bernburg in den Jahren 1927/28 bis 1930/31. Dissertation. Univ. Leipzig 1934. (Katalogeintrag)